# 新星軍團
新星軍團（英語：Nova Corps），是漫威漫畫中的虛構星際軍事／警察部隊組織，由馬夫·沃爾夫曼創作。新星軍團首次於《驚奇4超人》#204中登場。

## 歷史
新星軍團原本是柴達星的一個宇宙民兵和探索組織，由500名士兵組成，軍階由部隊隊員到百夫長和領導新星至尊。新星軍團的力量被稱為「新星之力」，由名為「柴達星世界智慧」的生命電腦生成的無限能量。
新星軍團和柴達星曾三度被破壞：分別被外星人Zorr、宇宙海盜涅布拉和殲滅波。新星軍團亦曾與史克魯爾人進行一場代價高昂的戰爭。

## 其他媒體

### 電視
- 《銀色衝浪手（英语：Silver Surfer (TV series)）》
- 《Q版大英雄》
- 《終極蜘蛛俠》
- 《銀河守護隊（英语：Guardians of the Galaxy (TV series)）》

### 電影
- 漫威電影宇宙
  - 《銀河守護隊》（2014年）：葛倫·克蘿絲飾演新星至尊伊拉妮·雷爾（英语：Irani Rael），新星軍團的最高指揮官[1][2]。約翰·C·萊利和彼得·塞拉菲諾威茨（英语：Peter Serafinowicz）飾演新星軍團隊員羅曼·德（英语：Rhomann Dey）和高級軍官丹納·薩爾（英语：Supernova (Marvel Comics)）[3]。力量寶石曾由新星軍團保管，後被薩諾斯奪去。被問到新星的個人電影，詹姆斯·岡恩說：「我認為總有一個機會給新星電影的[4]。」

### 遊戲
- 《銀河守護隊：電玩系列（英语：Guardians of the Galaxy: The Telltale Series）》
- 《漫威星際異攻隊》

## 外部連結
- Nova Corps （页面存档备份，存于） 漫畫書數據庫
- Nova Corps （页面存档备份，存于） 超級英雄數據庫
- Marvel Comics Database: Nova Corps （页面存档备份，存于）